# État de conscience
 (avril 2017).
Si vous disposez d'ouvrages ou d'articles de référence ou si vous connaissez des sites web de qualité traitant du thème abordé ici, merci de compléter l'article en donnant les références utiles à sa vérifiabilité et en les liant à la section « Notes et références ».
 (juin 2024).
L'état de conscience fait référence à différents degrés de conscience qu'une personne peut expérimenter.
L'état de conscience est une composante fondamentale de l'évaluation neurologique, particulièrement chez les patients affectés par des accidents, des maladies ou des malaises. Cette fonction vitale permet à une personne de percevoir et d'interagir avec son environnement, facilitant ainsi des réponses comportementales adaptées.
Au-delà de la simple perception sensorielle, la conscience englobe également des mécanismes de protection essentiels, tels que la déglutition, la toux et le maintien du tonus musculaire.

## Définition
Un « état de conscience » est un « ensemble des phénomènes existant simultanément dans la conscience à un instant donné et dont la succession représente l'activité cérébrale du sujet » .
Pour Edmond Goblot, « chaque nouvel état de conscience, par exemple chaque perception, vient se joindre au tout systématique, organique, formé des états de conscience antérieurs, qui constitue le moi, la personnalité consciente ».

Selon Durkheim,, 

« plus un état de conscience est complexe, plus il est personnel, plus il porte la marque des circonstances particulières dans lesquelles nous avons vécu, de notre sexe, de notre tempérament »

— Émile Durkheim, De la Division du travail social, 1893

## Biologie et neurosciences

### États normaux
Les physiologistes distinguent au moins trois états normaux de la conscience : 
- l'éveil actif ;
- le sommeil lent ;
- le sommeil paradoxal (avec mouvements oculaires rapides et excitation des organes sexuels).

### États anormaux
L'altération de la conscience est un état pathologique caractérisé par une difficulté d'éveil et de réaction, leur absence totale étant la perte de connaissance. On la rencontre essentiellement en cas de perte de connaissance brève ou de coma, au cours desquels l'altération de la conscience peut être plus ou moins profonde.

#### Évaluation
L'évaluation de la conscience se fait classiquement en trois étapes :
1. absence/présence de la conscience :
  - si la personne parle ou bouge spontanément, elle est dite consciente,
  - sinon, on lui prend la main, on lui pose une question simple (du type vous m'entendez ?) et on lui donne un ordre simple (du type ouvrez les yeux !) ; si elle réagit, elle est dite consciente, sinon elle est dite inconsciente,
2. qualité de la conscience :
  - si une personne est consciente, on lui parle et on lui pose des questions pour déterminer si,
    - elle parle de manière cohérente, est orientée (sait où elle est, connait la date, etc.),
    - parle de manière cohérente mais est désorientée, a présenté une perte de conscience initiale,
    - parle de manière incohérente ou incompréhensible,
    - est somnolente et ne réagit qu'à la parole ou au toucher,

  - si elle est inconsciente et qu'elle respire[a], on provoque une douleur mais sans provoquer de blessure (par exemple on lui appuie sur les ongles) pour déterminer si elle réagit à la douleur ou si elle ne réagit pas ;
3. un médecin, ou éventuellement un infirmier, teste d'autres réflexes pour approfondir le bilan neurologique.

On peut utiliser l'échelle de Glasgow pour chiffrer l'état de conscience.
La détermination de l'état de conscience est un des éléments du bilan de premiers secours et du bilan de secouriste. Dans un contexte de premiers secours, on utilise parfois l'échelle AVPU.
En 2016, une analyse de la réponse du cerveau à des impulsions magnétiques permet de définir un « indice de complexité perturbationnelle » (PCI, pour  Perturbational Complexity Index) qui sépare les patients non répondants et inconscients (PCI < 0,31) des patients conscients, répondants ou non (PCI > 0,31),.

#### Prise en charge
L'altération de la conscience est un symptôme. Le cas le plus dramatique est celui de l'arrêt cardiaque, qui nécessite d'appeler les secours et d'entreprendre une réanimation cardiopulmonaire.
Si la personne ne réagit pas mais respire, il faut protéger ses voies aériennes, en la mettant sur le côté (en position latérale de sécurité) voire par intubation trachéale, en attendant de déterminer la cause de cet état.
Si la personne est consciente mais présente des troubles de la conscience (somnolence en dehors du rythme naturel du sommeil, paroles incohérentes ou incompréhensibles, changements d'humeur rapides et incompréhensibles, attitude agressive, etc.), il faut alerter les secours et leur décrire l'état de la personne, puis suivre leurs consignes.

## États modifiés de conscience
Certains chercheurs, comme Bernard Auriol, ont défini un état de veille paradoxale de même que l'on définit le sommeil paradoxal. Un autre, comme Pierre Etevenon, a comparé entre eux les différents états de conscience qui diffèrent de catégories selon les points de vue des auteurs.
Le rêve éveillé dirigé est une méthode thérapeutique élaborée par Robert Desoille ainsi que par d'autres chercheurs comme Patricia Garfield et Frederick Van Ecden.

## Ésotérisme
Aux trois états de conscience bien connus, on peut ajouter un quatrième état de conscience qui se situe spontanément à l'endormissement et qui est systématiquement cultivé par les méthodes de relaxation. Cet état a reçu plusieurs dénominations « quatrième état » (Wallace, Benson), « état sophronique » (Caycedo), « état d'éveil paradoxal » (Auriol suivi par Roustang), « Turiya » (hindouisme) etc.